# Гуманитарный университет
Гуманитарный университет — негосударственный вуз, автономная некоммерческая организация высшего образования в г. Екатеринбурге. Основан в 1990 г.

## Руководство
- Ректор — Закс Лев Абрамович, доктор философских наук, профессор, член Совета ректоров вузов Свердловской области, член Совета Ассоциации негосударственных высших учебных заведений России;
- Проректор по научной работе — Мясникова Людмила Анатольевна, доктор философских наук, профессор;
- Проректор по учебной работе — Незнамова Зинаида Александровна, доктор юридических наук, профессор.

## Профессорско-преподавательский состав
Профессорско-преподавательский коллектив объединяет ученых, преподавателей (56 % из них — доктора и кандидаты наук) и практиков (управленцы и финансисты, адвокаты и судьи, журналисты и хореографы, практикующие психологи и дизайнеры). Ряд преподавателей юридического факультета являются «приглашенными профессорами» (professeur invité) во французских университетах: Париж-X, Париж-XII и Клермон-I.

## Факультеты
- Факультет социальной психологии
- Юридический факультет
- Факультет бизнеса и управления
- Факультет конструирования и моделирования одежды
- Факультет телерадиожурналистики
- Факультет компьютерных технологий
- Факультет современного танца

## Научные исследования
Научные исследования в ГУ поддерживаются грантами Президента РФ, Российского фонда фундаментальных исследований; Благотворительного фонда поддержки инициатив гражданского общества «Точка опоры», Института Фуджитсу и Токийского технологического института, Министерства образования Японии; ООН, Национального института прессы, Центра гражданских инициатив и пр.

## Международное сотрудничество
В рамках международного сотрудничества осуществляются долгосрочные образовательные, исследовательские, а также творческие проекты с университетами Париж-Восток и Париж-XII и Клермон-I, с Токийским институтом технологий и Международным институтом прикладного и системного анализа (Австрия), университетом г. Гренобля. Преподаватели ГУ читают лекции по российскому праву для студентов ряда французских университетов.
Ежегодно ГУ организует практику для французских студентов, специализирующихся по российскому праву в университете Париж-X (Нантер). Многолетнее сотрудничество с этим университетом дает выпускникам с хорошим французским языком и соответствующей профессиональной подготовкой возможность после окончания ГУ работать в течение 1-2 лет в качестве ассистента, а также обучаться в аспирантуре (au doctorat) на юридическом факультете университета в Нантере.

## Рейтинги
2 февраля 2016 года Ассоциация негосударственных вузов России объявила результаты первого рейтинга российских частных высших учебных заведений. Всего в рейтинг вошло 169 негосударственных вузов, разделённых на три группы. Гуманитарный университет вошел в первую группу. Всего в первую группу (интегральная оценка более 65 %) вошли 17 вузов.

## Портал «Французское право»
Гуманитарный университет совместно с Университетом Париж-X при финансовой поддержке МИД Франции и при консульской поддержке Генерального консульства Франции в Екатеринбурге осуществил проект по созданию русскоязычного Интернет-портала «Французское право». Для работы в проекте был привлечен широкий круг специалистов. Портал адресован русскоговорящим пользователям сети Интернет, связанным с французским правом профессионально или же просто им интересующимся.

## Российская оперная премия «Casta diva»
В 1996 г. Гуманитарный университет стал учредителем премии «Casta diva» для лауреатов в области оперного искусства России (единственная специальная оперная премия России). Инициатива учреждения премии исходила от директора Центра музыкального театра Гуманитарного университета, проф. Уральской консерватории, известного театрального деятеля России Михаила Мугинштейна. Премия учреждена совместно с Центром музыкального театра Гуманитарного университета (Екатеринбург), Гуманитарным и политологическим центром «Стратегия» (Москва), изданиями: «Культура», «Экран и сцена», «Литературная газета», «Музыкальная академия», «Петербургский театральный журнал», «Мариинский театр» и радио «Орфей»).